# Florarctus glareolus
Florarctus glareolus är en djurart som tillhör fylumet trögkrypare, och som beskrevs av Mitsuzo Noda 1987. Florarctus glareolus ingår i släktet Florarctus och familjen Halechiniscidae. Inga underarter finns listade i Catalogue of Life.